# Комсомольский (Морозовский район)
Комсомо́льский — посёлок в Морозовском районе Ростовской области.
Входит в состав Широко-Атамановского сельского поселения.

## Население
| 2010 |
| ---- |
| 447  |

## Улицы
| - ул. Лазоревая, - ул. Мира, - ул. Победы, | - ул. Степная, - ул. Центральная, - пер. Школьный. |